# Musikantensprache
Als Musikantensprache bezeichnet man die folgenden Rotwelschsoziolekte:
- die Lingelbacher Musikantensprache
- die Fatzersprache des Erzgebirges
- die Musikantensprache aus Mackenbach in Rheinland-Pfalz
- die U-Sprache aus Preßnitz
- das Musikantensprache von Hundeshagen
- die Klesmersprache von Salzgitter
- die Grünsprache aus Sievershausen
- die Kofferaner Musikantensprache
- die Dewarei aus Niederösterreich
- die Wiener O-Sprache